# 福亚诺-代拉基亚纳
福亚诺-代拉基亚纳（義大利語：Foiano della Chiana），是意大利托斯卡纳大区阿雷佐省的一个市镇。总面积40.82平方公里，人口9534人，人口密度233.6人/平方公里（2009年）。ISTAT代码为051018。